# Cool Boarders 4
Cool Boarders 4 est un jeu vidéo de sport développé par Idol Minds et édité par 989 Studios, sorti en 1999 sur PlayStation.

## Accueil
- Jeuxvideo.com : 11/20[1]